# Andrea Maceiras
Andrea Maceiras Lafuente, nacida en La Coruña el 6 de noviembre de 1987. Es una de las escritoras gallegas más premiadas y prolíficas de los últimos años. Es Doctora en Filología Hispánica y Licenciada en Filología Gallega por la Universidad de La Coruña, en donde, en la actualidad, es docente en la Facultad de Ciencias de la Educación. Trabajo que compagina con la creación literaria.

## Trayectoria
Su trayectoria como escritora empieza en 2007 cuando es la ganadora del I Certamen de Micronovela del Concello de Soutomaior (Pontevedra) con la novela Proxecto Bolboreta, publicada por Edicións Xerais de Galicia. En 2010 gana el Premio Meiga Moira con Violeta Tamurana, publicada el año siguiente de la mano de la Baía Edicións. En 2012, también con Baía, publica O segredo do lagarto arnal. En 2013 queda finalista del Premio Fundación Nova Caixa Galicia con Nubes de evolución, la cual, ganó ese mismo año el Premio Fervenzas Literarias como la mejor novela juvenil de ese año.
En 2014 vuelve a ganar el Premio Meiga Moira con Miña querida Sherezade. También en 2014 publica Volverás, golfiño, obra que queda finalista del Premio Merlín. Un año después, en 2015, gana el Premio Jules Verne de la Editorial Xerais con Europa express. Esta obra fue traducida al inglés poco tiempo después y reconocida, nuevamente, con el Premio Fervenzas Literarias como la mejor novela juvenil.
En 2018 gana el Premio Lazarillo, por Conta nove estrelas, publicada en gallego con la Editorial Xerais y en español con el Grupo Anaya. En palabras del jurado: “una obra bien urdida y entramada con un lenguaje poético con bellísimas escenas que te transportan a un mundo galáctico. Una apuesta a la imaginación desbordante y a la ciencia ficción”. Esta misma novela fue finalista de los Premios Frei Martín Sarmiento e incluida en la Lista de Honor de la OEPLI en 2019. También en 2018 queda finalista del Premio Raiña Lupa con O que sei do silencio, publicada también con Xerais en gallego y traducida al español en 2020 por la editorial Algar.
En 2020 le concedieron el premio de los Clubs de Lectura de la Consellería de Educación de Galicia como la autora más leída. Ese mismo año, gana el Premio Merlín de la Editorial Xerais con A folla azul, publicada en 2021 en español y gallego. Y también en 2020, gana el Premio Raiña Lupa de la Diputación de A Coruña con la obra Que me pare o corazón se te esquezo, publicada en gallego con Xerais y en español con el Grupo Anaya, y recomendada en 2025 por la Fundación Cuatrogatos.
En 2022 le concedieron el XIX Premio Anaya de Literatura Infantil y Juvenil por la obra Alma de elefante, que vio la luz ese mismo año y un tiempo después fue traducida al gallego de la mano de Xerais. Al año siguiente, esa obra también ganó el I Premio A de la Sociedad Colegial de Escritores ACE y del Grupo de Investigación de Literatura Infantil de la Universidad Complutense de Madrid. También en 2022 publicó en español y catalán Niño y jaguar con la Editorial Milenio y en gallego Burbullas de calma serena, obra con la que obtiene el Premio Follas Novas en 2023 a la mejor novela juvenil de Galicia.
En diciembre de 2023 ganó el XLI Premio Vila d’Ibi con la novela El enigma de Siempreviva, publicada en 2023 con el Grupo Anaya y poco después en gallego con Xerais. En 2024 publica El silbido de la sombra con la Editorial Oxford University Press en la colección Lidera Erizonte. Esta obra fue finalista en 2025 de los Premios Templis, concedidos por la revista El Templo de las Mil Puertas.
En el mes de mayo de ese mismo año 2025, vuelve a ganar el Premio Jules Verne de la Editorial Xerais con O corvo sobre a neve.

## Obras
- Proxecto Bolboreta (2008). Vigo: Xerais. 120 págs. ISBN 978-84-9782-824-6. ePub: ISBN 978-84-9121-165-5.
- Violeta Tamurana (2010). A Coruña: Baía Edicións. ISBN 978-84-92630-85-1.
- O segredo do lagarto arnal (2012). A Coruña: Baía. ISBN 978-8499950488.
- Nubes de evolución (2013). Vigo: Xerais. 192 págs. ISBN 978-84-9914-463-4. ePub: ISBN 978-84-9914-660-7.
- Miña querida Sherezade (2014). A Coruña: Baía. ISBN 978-8499951447.
- Volverás, golfiño (2014). Vigo: Xerais. 144 págs. Ilustraciones de Víctor Rivas. ISBN 978-84-9914-579-2. ePub: ISBN 978-84-9914-789-5.
- Europa Express (2015). Vigo: Xerais. 216 págs. ISBN 978-84-9914-949-3. Fue traducida al inglés. ePub: ISBN 978-84-9914-949-3.
- Lo que sé del silencio (2018). Editorial Algar. ISBN 978-84-9142-360-7. Traducción al gallego: O que sei do silencio (2018). Vigo: Xerais. 224 págs. ISBN 978-84-9121-402-1. ePub: ISBN 978-84-9121-398-7.
- Cuenta nueve estrellas (2019). Madrid: Anaya infantil y juvenil. 152 págs. Ilustraciones de Xavier Bonet. ISBN 978-84-698-4860-9. Tradución ao galego: Conta nove estrelas (2019). Vigo: Xerais, Merlín. 168 págs. Ilustraciones de Paula Mayor. ISBN 978-84-9121-527-1. ePub: ISBN 978-84-9121-533-2.
- La hoja azul (2021). Madrid: Anaya infantil y juvenil. 168 págs. ISBN 978-84-698-8862-9. Traducción al gallego: A folla azul (2021). Vigo: Xerais, Merlín. Ilustraciones de Sonia García. 184 págs. ISBN 978-84-9121-844-9. ePub: ISBN 978-84-9121-852-4.
- Alma de elefante (2022). Madrid: Anaya infantil y juvenil. Ilustraciones de Jordi Solano. 160 págs. ISBN 978-84-698-9085-1. Traducción al gallego: Alma de elefante (2023). Vigo: Xerais, Merlín. 168 págs. Ilustraciones de Xavier Bonet. ISBN 978-84-1110-242-1.
- Que se me pare el corazón si te olvido (2023). Madrid: Anaya infantil y juvenil. ISBN 978-84-143-3571-0. Traducción al gallego: Que me pare o corazón se te esquezo (2022). Vigo: Xerais, Fóra de Xogo. 224 págs. ISBN 978-84-1110-142-4. ePub: ISBN 978-84-1110-166-0.
- Los prodigiosos: increíble Sofía (2022). Madrid: Editorial Cometa Roja. ISBN 978-84-125902-8-9.
- Niño y jaguar (2023). Lleida: Editorial Milenio. 125 pags. Ilustracións de Eva Sánchez Gómez. ISBN 978-84-9743-984-8.
- Burbullas de calma serena (2023). Arzúa: Cuarto de Inverno. 240 págs. ISBN 978-84-124586-2-6. Ilustraciones de Irene Sanjuán.
- El enigma de Siempreviva (2024). Madrid: Anaya infantil y juvenil. ISBN 978-84-143-3694-6. Traducción al gallego: O enigma de Sempreviva (2025). Vigo: Xerais, Sopa de libros. 144 págs. ISBN 978-84-1110-617-7. Ilustraciones de Sara Porras.
- El silbido de la sombra (2024). Oxford University Press. Colección Lidera. Erizonte. ISBN 9788419876171.

## Premios
- Ha ganado el primer premio del Certamen Literario del Ayuntamiento de Cambre en varias ocasiones.
- Ganadora del I Concurso de Micronovelas del Ayuntamiento de Soutomaior por Proxecto bolboreta.
- Finalista del VI Premio de Novela Biblos-Pazos de Galicia en 2010.
- Ganadora del Premio Meiga Moira de Literatura Infantil y Juvenil en 2010, por Violeta Tamurana .
- Finalista del Premio Fundación Nova Caixa Galicia 2011, por Nubes de Evolución .
- Tercer premio del XIV Premio de Poesía Díaz Jácome, por Auga lonxincua en 2013.
- Ganadora del Premio Meiga Moira de Literatura Infantil y Juvenil en 2014, por Miña querida Sherazade .
- Ganador del Premio Julio Verne en 2015, por Europa Express . [1]
- Premio Fervenzas literarias al mejor libro de literatura juvenil 2015, otorgado por Europa Express .
- Premio Lazarillo 2018 a la creación literaria por Conta nove estrelas [2] [3]
- Premio Clubes de Lectura del Ministerio de Educación 2020. [4]
- Ganador del Premio Merlín en 2020, por A folla azul .
- 2021 : XV Premio Raíña Lupa de literatura infantil y juvenil de la Diputación Provincial de A Coruña, por Que me pare o corazón se te esquezo . [5] [6]
- 2021, Premio Rosa de los Vientos del Instituto Santiago Apóstol de Buenos Aires. [7]
- XIX Premio Anaya de Literatura Infantil y Juvenil 2022, por Alma de elefante . [8] [9]
- Premio A de la Sociedad de Escritores ACE y del Grupo de Investigación de Literatura Infantil y Juvenil de la Universidad Complutense de Madrid (ELLI) 2023, por Alma de elefante . [10]
- XLI Premio Vila d'Ibi 2023 por El enigma de Siempreviva . [11]
- Premio Follas Novas a la mejor novela juvenil gallega en 2024 por Burbullas de calma serena . [12]
- Premio Julio Verne 2025, por O corvo sobre a neve . [13]